# Université du Zimbabwe
L'université du Zimbabwe (University of Zimbabwe), ou plus simplement UZ, est une université publique du Zimbabwe, située à Harare. 
L'université fut fondée par charte royale en 1952 en tant qu’université de Rhodésie et du Nyassaland. Après la dissolution de la Fédération de Rhodésie et du Nyassaland, elle fut rebaptisée université de Rhodésie avant de prendre son nom actuel en 1980 lors de la fondation du Zimbabwe. 
Elle est actuellement une des universités du Zimbabwe les plus prestigieuses, et qui attire des étudiants du monde entier[réf. souhaitée].

## Composition
L'université du Zimbabwe est composée de dix facultés :
- Faculté des sciences
- Collège des sciences de la santé
- Faculté des sciences sociales
- Faculté des arts
- Faculté de commerce
- Faculté de l'éducation
- Faculté de l'agriculture
- Faculté de droit
- Faculté des sciences vétérinaires
- Faculté de génie

## Présidents de l'UZ
- 1992-1996 : Gordon Chavunduka
- 1997-2002 : Graham Hill
- Depuis 2003 : Levi Nyagura

## Personnalités liées à l'université
- Bulelwa Madekurozwa, peintre zimbabwéenne
- Madeline Nyamwanza-Makonese, première femme médecin zimbabwéenne
- Lindiwe Majele Sibanda, chercheuse au Département de production animale
- Caroline Ncube, enseignante